# Fayt-le-Franc
Fayt-le-Franc is een dorp in de Belgische provincie Henegouwen, en een deelgemeente van de Waalse gemeente Honnelles.
Fayt-le-Franc ligt in het oostelijk deel van de gemeente bij de Franse grens. Het dorpscentrum van Athis ligt slechts een kilometer ten noorden, het dorpscentrum van Erquennes een kilometer ten oosten. De drie dorpscentra zijn tegenwoordig met elkaar verbonden door lintbebouwing.

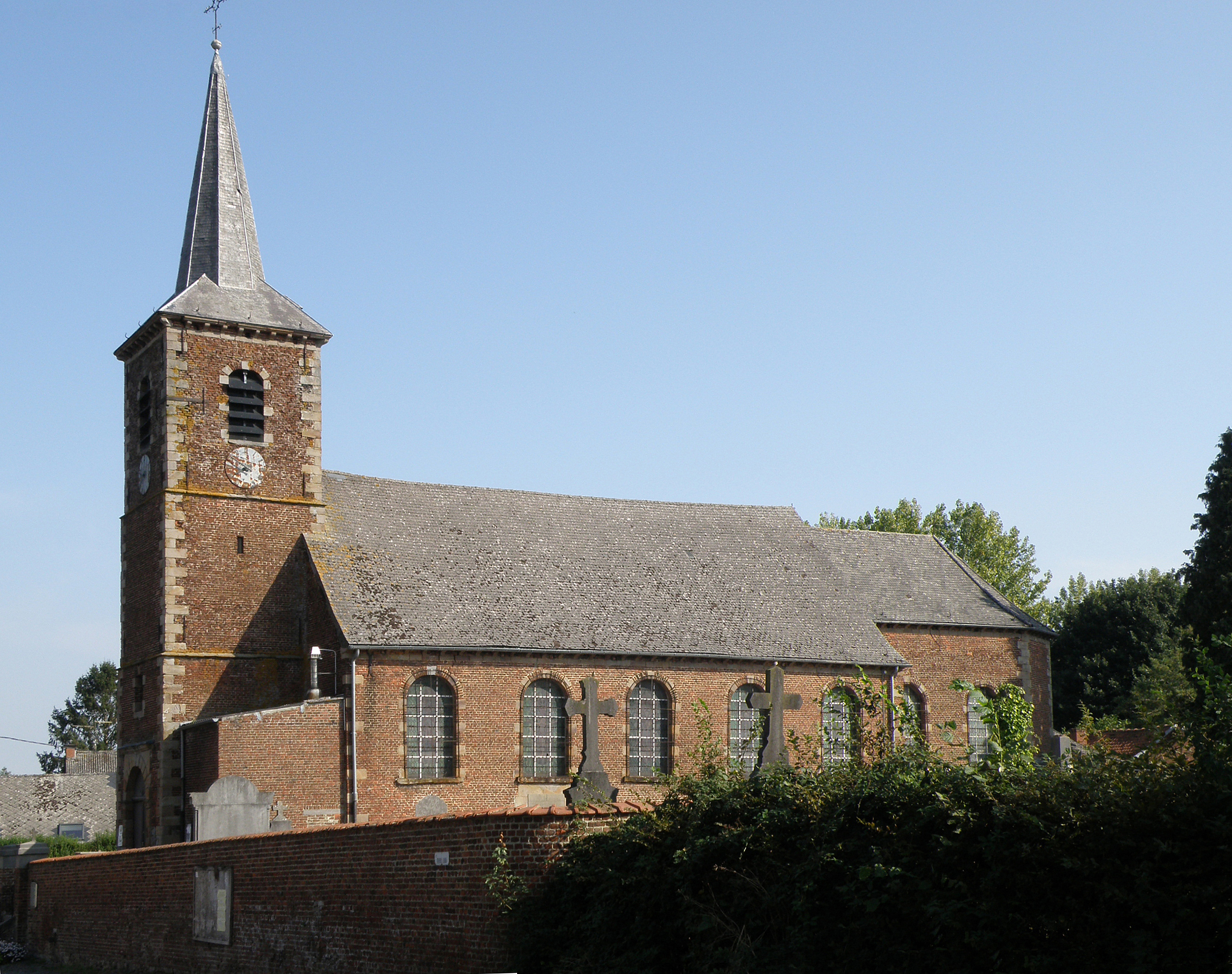
Église Saint-Nicolas

## Geschiedenis
Fayt-le-Franc was een zelfstandige gemeente tot de gemeentelijke fusies van 1977, toen het met negen andere gemeenten een deelgemeente werd van de nieuwe fusiegemeente Honnelles.

## Bezienswaardigheden
- De Eglise Saint-Nicolas
- De kasteelhoeve van Rampemont
- De Moulin de Fayt, een watermolen op de Petite Honnelle

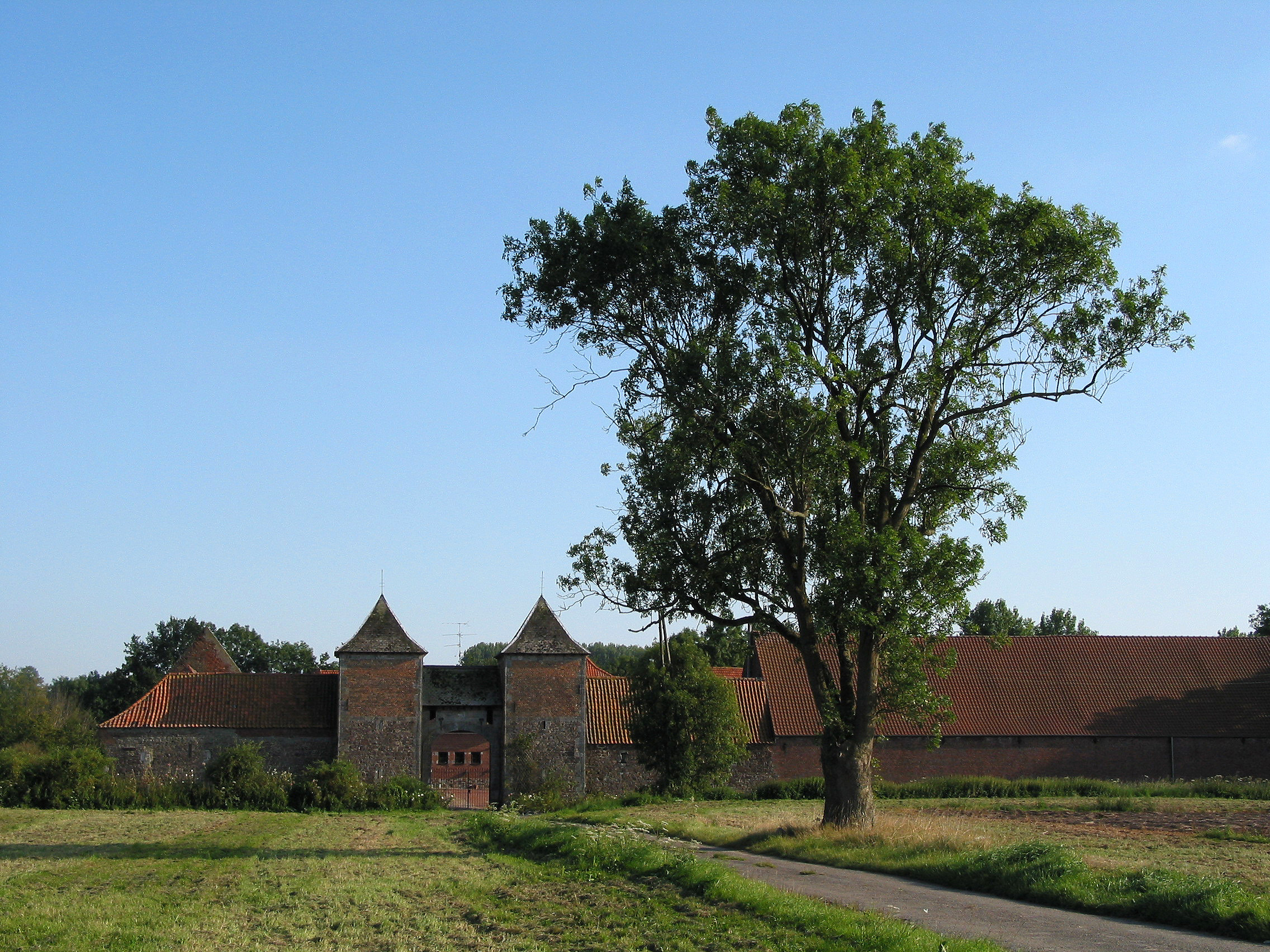
Kasteelhoeve van Rampemont
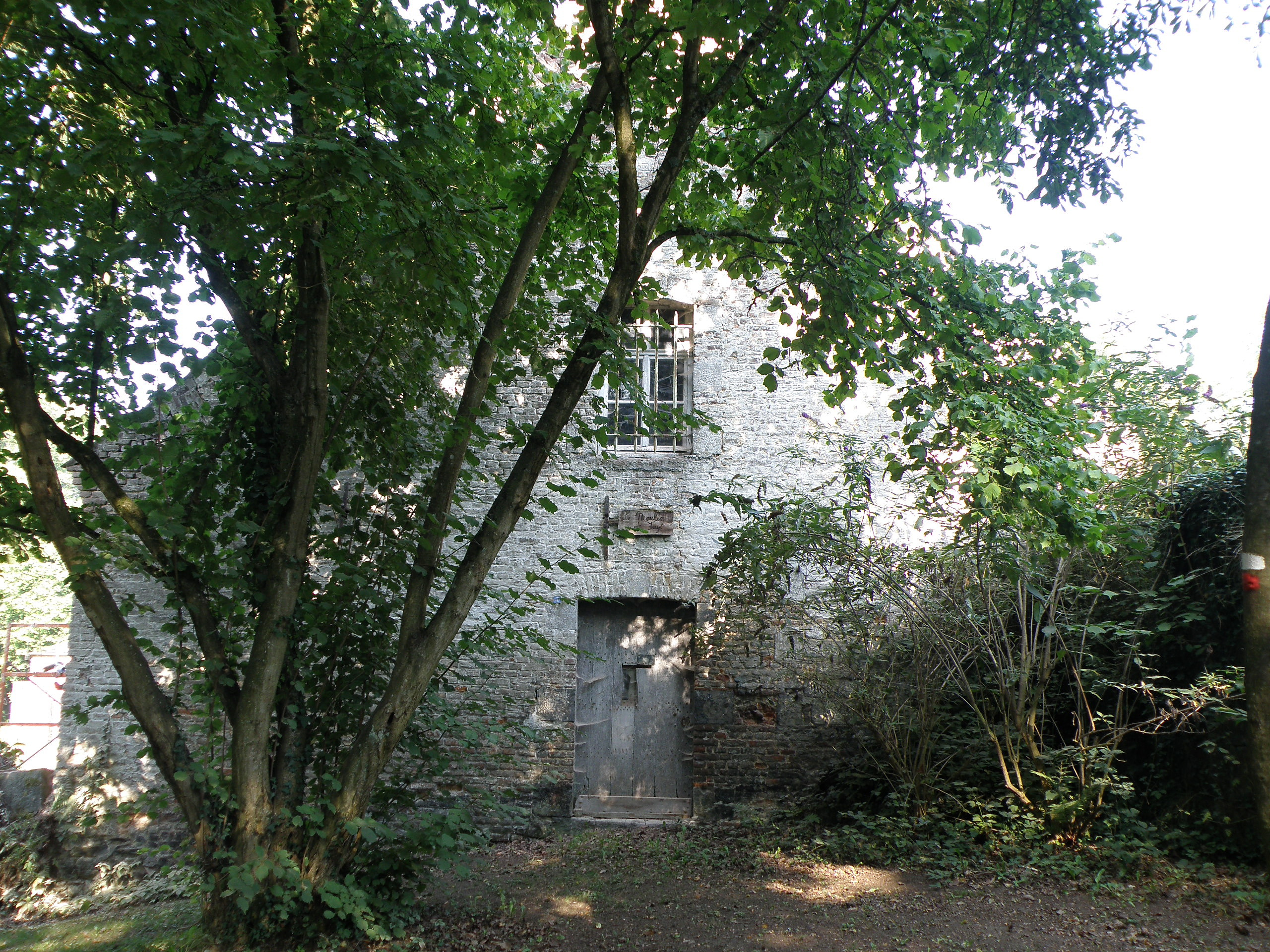
Moulin de Fayt

## Demografische ontwikkeling
- Bronnen:NIS, Opm:1831 tot en met 1970=volkstellingen, 1976= inwoneraantal op 31 december